# Alfabet staroangielski
Pomimo braku ustandaryzowanej ortografii alfabet staroangielski (stang. Læden stæfrof) składał się zazwyczaj z 24 liter i był używany od VIII do XII wieku do zapisywania języka staroangielskiego. Spośród wszystkich liter 20 z nich było bezpośrednio zaczerpniętych z alfabetu łacińskiego, dwie były zmodyfikowanymi literami łacińskimi (Æ, Ð), a dwie wyewoluowały z alfabetu runicznego zwanego fuþork (Ƿ, Þ). Litery K, Q oraz Z nie były znane w wyrazach rdzennie angielskich.
| Majuskuły | Majuskuły | Majuskuły | Majuskuły | Majuskuły | Majuskuły | Majuskuły | Majuskuły | Majuskuły | Majuskuły | Majuskuły | Majuskuły | Majuskuły | Majuskuły | Majuskuły | Majuskuły | Majuskuły | Majuskuły | Majuskuły | Majuskuły | Majuskuły | Majuskuły | Majuskuły | Majuskuły | Majuskuły | Majuskuły | Majuskuły | Majuskuły | Majuskuły | Majuskuły | Majuskuły | Majuskuły | Majuskuły | Majuskuły | Majuskuły | Majuskuły |
| --------- | --------- | --------- | --------- | --------- | --------- | --------- | --------- | --------- | --------- | --------- | --------- | --------- | --------- | --------- | --------- | --------- | --------- | --------- | --------- | --------- | --------- | --------- | --------- | --------- | --------- | --------- | --------- | --------- | --------- | --------- | --------- | --------- | --------- | --------- | --------- |
| A         | Æ         | B         | C         | D         | Ð         | E         | F         | Ᵹ/G       | H         | I         | L         | M         | N         | O         | P         | R         | S         | T         | Þ         | U         | Ƿ/W       | X         | Y         |           |           |           |           |           |           |           |           |           |           |           |           |
| Miniskuły |           |           |           |           |           |           |           |           |           |           |           |           |           |           |           |           |           |           |           |           |           |           |           |           |           |           |           |           |           |           |           |           |           |           |           |
| a         | æ         | b         | c         | d         | ð         | e         | f         | ᵹ/g       | h         | i         | l         | m         | n         | o         | p         | r         | s/ſ       | t         | þ         | u         | ƿ/w       | x         | y         |           |           |           |           |           |           |           |           |           |           |           |           |

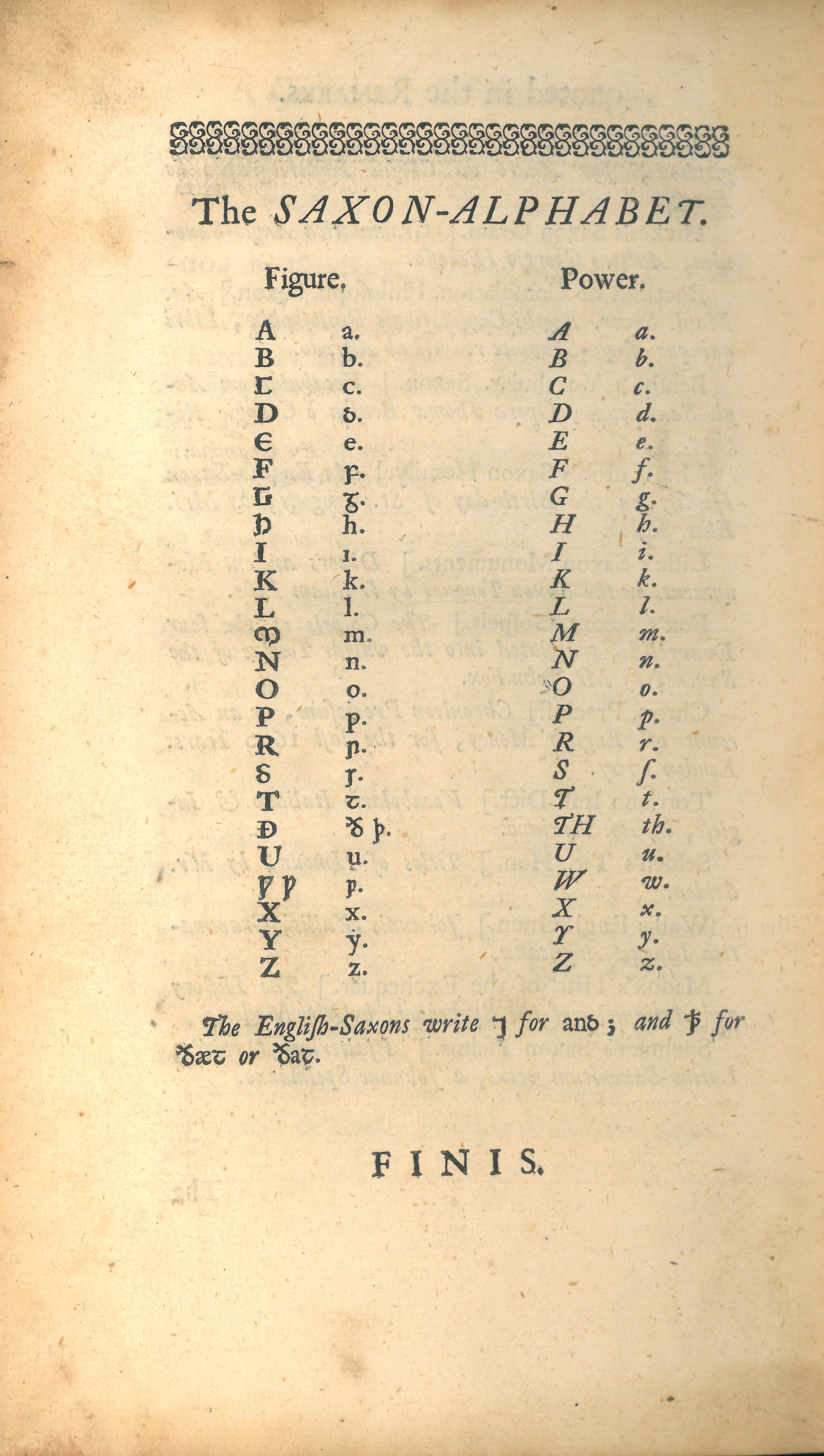
Tabela zatytułowana „alfabet saski” umieszczona na ostatniej stronie księgi John Fortescue, The Difference between an Absolute and Limited Monarchy). Pierwsza kolumna (Figure) przedstawia litery alfabetu staroangielskiego, a druga kolumna (Power) ich dzisiejsze odpowiedniki

Początkowo język staroangielski zapisywano runami, ale od około VIII wieku zaczęto używać półuncjalnego pisma do zapisu alfabetu łacińskiego wprowadzonego przez irlandzkich misjonarzy chrześcijańskich. Następnie zostało zastąpione przez pismo insularne, pochyloną i spiczastą wersję pisma półuncjalnego. Pismo to obowiązywało do XII wieku, kiedy to zostało wyparte przez minuskułę karolińską (zwaną również karoliną). Zmieniła się również pisownia wyrazów, która przypominała bardziej tą znaną z języka starofrancuskiego, prowadząc do powstania języka średnioangieslkiego.
Litera ðæt ⟨ð⟩ (w dzisiejszym angielskim nazywana edh lub eth) jest zmodyfikowaną wersją łacińskiej litery ⟨d⟩, a runiczne litery thorn ⟨þ⟩ oraz wynn ⟨ƿ⟩ to zapożyczenia z alfabetu fuþork. Używano również symbolu ⟨⁊⟩, przypominającego cyfrę 7, dla spójnika and (ang. i) nazywanego tyrońskie et (lub ond), oraz symbol dla zaimka względnego þæt (dzisiejsze that, ang. który) – znak thorn z poprzeczką przecinającą pałeczkę (⟨ꝥ⟩). Makrony ⟨¯⟩ nad samogłoskami były rzadko używane do oznaczenia samogłosek długich. Okazjonalnie stosowano też skróty dla dwuznaków ms oraz ns.
Współczesne edycje oryginalnych rękopisów staroangielskich publikowane są z pewnymi zmianami w pisowni by ułatwić ich czytanie. Dotyczy to takich zmian jak wprowadzenie interpunkcji oraz zamiana pewnych znaków. We współczesnych wydaniach używa się symboli ⟨e⟩, ⟨f⟩, ⟨g⟩, ⟨r⟩, ⟨s⟩, których kształt znacznie różnił się w pisowni insularnej. W miejsce długiego s ⟨ſ⟩ używa się dzisiejszego odpowiednika ⟨s⟩, a insualrne g ⟨ᵹ⟩ zastępuje się dzisiejszym odpowiednikiem ⟨g⟩. W rękopisach staroangielskich fonem /w/ zapisywano czasami symbolem ⟨uu⟩, jednak częściej używano symbolu ƿ. Użycie w wyewoluowało w na początku okresu średnioangielskiego w XII i XIII wieku.
Dodatkowo współczesne manuskrypty często rozróżniają pomiędzy miękkopodniebiennym ⟨c⟩ oraz podniebiennym ⟨g⟩ stosując kropkę jako znak diakrytyczny nad rzekomymi spółgłoskami podniebiennymi ⟨ċ⟩, ⟨ġ⟩ (zobacz alfabet maltański). Symbol wynn ⟨ƿ⟩ najczęściej zastępuje ⟨w⟩. W wielu pracach naukowych zamiast ⟨ð⟩ używa się ⟨þ⟩ (dźwięki te w języku staroangielskim były alofonami, a symboli często używano wymiennie). We współczesnych wydaniach makrony ⟨ˉ⟩ najczęściej stosuje się do oznaczenia rzekomych spółgłosek długich, ponieważ najczęściej takich oznaczeń brakuje w oryginalnych wersjach. W starszych przedrukach tekstów staroangielskich stosowano akcent ostry ⟨´⟩ aby zachować spójność pomiędzy drukiem staroangielskim i staronordyckim.